# Corydalus testaceus
Corydalus testaceus är en insektsart som beskrevs av Le Peletier de Saint Fargeau och Audinet-serville in Latreille et al. 1828. Corydalus testaceus ingår i släktet Corydalus och familjen Corydalidae. Inga underarter finns listade i Catalogue of Life.